# 内田裕也 (俳優)
内田 裕也（うちだ ゆうや、旧芸名：中原 裕也、1974年7月22日 - ）は、日本の俳優。本名：内田 裕也。神奈川県出身。身長187cm、バスト99cm、ウェスト78cm、ヒップ94cm、靴のサイズは28.5cm。血液型はO型。
＊2022年12月から(株)NESTを設立し、代表取締役に就任。俳優としても活動を続ける。

## 来歴・人物
特技は殺陣、書道、乗馬。趣味はボウリング。
高校2年時に俳優へ興味を持ち、卒業後タレントスクールやワークショップで演技を学ぶ。その後モデル・俳優活動を経て、26歳に映画『銀の男 青森純情篇 2001』のオーディションへ参加し準主役として出演。その後も、テレビドラマなどで活動。
2017年10月より芸名を本名の内田裕也に改名した。
2020年春、office camelliaに移籍。2021年8月、同事務所を退所しフリーとなる。
2022年10月に初の小説「COLOR CROW」を出版
小説家としても活動を始める。

## 出演

### テレビドラマ

#### NHK
- 理想の生活 - 橋口 役　レギュラー
- 木曜時代劇 慶次郎縁側日記3、第9話 - 直助 役
- 朝の連続テレビ小説「ウェルかめ」（2009年） - 津田洋 役 レギュラー
- 夏雲あがれ - 安富左右兵衛 役 レギュラー
- 大河ドラマ「江〜姫たちの戦国〜」（2011年） - 佐々成政 役

#### 日本テレビ
- 火曜サスペンス劇場 外科医零子2
- Death Note 志茂部一朗 役レギュラー

#### TBS系列
- ドラマ30 スウとのんのん - 西園寺真役　レギュラー
- 月曜ミステリー劇場 弁護士 朝吹里矢子4
- 水曜プレミア 夜王 - 夏彦 役
- 幸せになりたい!
- 孤独の賭け〜愛しき人よ〜 - 高木俊彦 役　レギュラー
- 弁護士 一之瀬凛子（2008年6月30日） - 渋沢一之 役
- スペシャルドラマ「花祭」（2009年10月3日、CBC/TBS） - 白山伸吾 役
- 月曜名作劇場 女取調官4（2016年7月25日） - 坂本久雄 役

#### フジテレビ系列
- 昼ドラ「ぼくの夏休み」（2012年、東海テレビ/フジテレビ） - 青山浩二 役
- 金曜プレステージ 浅見光彦シリーズ48（2013年9月6日） - 戸村浩二 役
- よろず占い処 陰陽屋へようこそ 第6話（2013年11月12日、関西テレビ/フジテレビ） - 門倉達郎 役

#### テレビ朝日
- 嫉妬の香り（第1話）
- 相棒
  - season 4 第3話（2005年10月26日） - 海老原元章 役
  - season 8 第14話（2010年2月3日） - 江嶋の部下 役
  - season 14 第4話（2015年11月4日）、第10話（2016年1月1日） - 黒崎健太 役
  - season15 第10話（2016年） - 黒崎健太 役
  - season16 第8話（2017年） - 黒崎健太 役
  - season19 第5話（2020年） - 黒崎健太 役

- 土曜ワイド劇場 新・警視庁女性捜査班2
- テレビ朝日50周年ドラマスペシャル 警官の血（2009年）

#### テレビ東京系列
- 19borders - 黒田次郎 役
- 水曜ミステリー9 捜査検事・近松茂道6 - 柴田刑事 役
- 内田康夫サスペンス 浅見光彦 軽井沢殺人事件（2022年2月28日）

### 映画
- バトルロワイヤル 東映
- 宣戦布告 東映
- 頭文字D 香港映画
- ベロニカは死ぬことにした
- 銀の男 青森純情篇 2001

- 大野裕也 役
- デビルマン 東映
- ホームカミング
- メサイア「漆黒ノ章」（2013年）

- 学園長 一嶋晴海 役
- メサイア外伝「極夜」（2016年）

- 学園長 一嶋晴海 役
- メサイア「幻夜乃刻」（2018年）

- 学園長 一嶋晴海 役
- ばあばは、だいじょうぶ（2018年）
- COLOR CROW-緋彩之翼-（2022年）

椿泰親 役

### 舞台
- 清水の次郎長外伝〜恋女房お蝶の奮闘記〜 （三越劇場） - 主演・清水の次郎長 役（2006年）
- 回天（せんがわ劇場）　主演・時蔵 役
- 女優（新宿文化センター他）
- ログログ（シアタートラム）ハンサム 役
- 最後の晩餐（青山円形劇場）獅子野 役
- LIVE ACT 青の祓魔師 〜魔神の落胤〜(日本青年館) ネイガウス 役(2012年)
- 夏のバッキャロー！（シアターサンモール）主演・岡田大和役（2012年）
- 清水の次郎長（博品館劇場）主演・清水の次郎長役（2012年）
- 銀河英雄伝説 外伝〜輝く星闇を裂いて〜（東京国際フォーラム）リューネブルク役（2012年）
- WORLD（シアター1010）榊陽二郎 役（2013年）
- メサイア
  - メサイア「銅ノ章」（2013年4月10日 - 14日、シアターサンモール） - 学園長 一嶋晴海 役[6]
  - メサイア「白銀ノ章」（シアターGロッソ）
  - メサイア「暁乃刻」（サンシャイン劇場/森ノ宮ピロティホール）
  - メサイア「悠久乃刻」（銀河劇場/サンケイホールブリーゼ）
  - メサイア「月詠乃刻」（シアターGロッソ/メルパルクホール）
  - メサイア「黎明乃刻」（シアターGロッソ/メルパルクホール/なかのZERO大ホール）（2019年）
- 舞台『アンフェアな月』シリーズ
  - アンフェアな月（銀河劇場）早川稔 役（2018年）
  - 殺してもいい命（サンシャイン劇場）羽沼弘毅 役（2019年）
- One Night Butterfly（2021年8月、有楽町よみうりホール）松永ディレクター 役
- COLOR CROW - 椿泰親 役
  - COLOR CROW -蒼霧之翼-（2022年3月12日 - 21日、シアターサンモール）[7]
  - COLOR CROW -神緑之翼-（2022年10月20日 - 25日、紀伊國屋サザンシアター TAKASHIMAYA）[8]
  - COLOR CROW -黑韻之翼-（2022年5月4日 - 13日、シアター１０１０）[9]
  - COLOR CROW -黄靱之翼-（2024年2月10日 - 18日、こくみん共済coopホール/スペース・ゼロ）[10]

### CM
- アサヒスーパードライ（2008年）
- ソニー生命 - ライフプランナー 役（2011年）
- ロート製薬　デオウ（2014年）
- Panasonic レッツノート - 憧れの上司 役（2014年）
- 日本IBM （2019-2021年）
- アサンテ - 白い紳士 役
  - 白い紳士 編（2014年）
  - 少年　編（2015年）
  - シロアリバスターズ 編（2016年-2018年）
- TANITA（2022年-）
- Wellday（2022年-）
- Q.ENESTでんき - ナビゲーター 役（2023年-）